# Кокорино (Бурятия)
Коко́рино — село в Иволгинском районе Бурятии. Входит в сельское поселение «Гильбиринское».

## География
Расположено на левом берегу реки Гильбири в 2,5 км к югу от центра сельского поселения, улуса Хурамша, на автодороге от Кяхтинского тракта, проходящему в 7,5 км юго-восточнее села.

## Население
| 2002 | 2010 |
| ---- | ---- |
| 759  | ↘747 |

## Инфраструктура
Гильбиринская средняя общеобразовательная школа, фельдшерский пункт.

## Достопримечательности
Кокоринский заказник — заказник, созданный для сохранения мест обитания серой цапли; на территории — лиственничный массив, уникальный расположением среди степи; Шунрэтэ-обо — священное место, почитаемое местным бурятским населением.